# Arthur e la guerra dei due mondi (film)
Arthur e la guerra dei due mondi (Arthur 3: La Guerre des deux mondes) è un film d'animazione del 2010 diretto da Luc Besson, preceduto da Arthur e la vendetta di Maltazard. È tratto dall'omonimo romanzo, scritto dallo stesso Besson.

## Trama
Il malvagio Maltazard è ormai alto 2,40 m e vuole dominare il mondo.
Selenia, Betameche e Arthur partono per la casa di quest'ultimo, dove sperano di trovare una pozione che possa far ritornare Arthur alla sua normale statura e poter così fermare Maltazard.
Mentre il ragazzo e i suoi amici cercano di raggiungere il luogo dov'è custodita la pozione, vengono ostacolati da Darkos, che cerca ancora di ucciderli per fare contento il malvagio padre, Maltazard. Nel frattempo, quest'ultimo raggiunge la città di Arthur e si finge un uomo ricco per penetrare nella casa di Daisy ed Archibald (nonni di Arthur) e rubare la stessa pozione che sta cercando il ragazzo.
Purtroppo così avviene. Archibald, costretto da Maltazard, consegna la pozione a quest'ultimo, il quale fa crescere il suo esercito (zanzare con a bordo soldati) e attacca la città di Arthur, prendendone anche il controllo in poche ore.
Fortunatamente il ragazzo, con l'aiuto di Selenia, Bethameshe e Darkos (diventato buono) riesce a diventare nuovamente grande, dopo aver bevuto un elisir fatto da magiche api guerriere. Arthur così, dopo aver rubato la macchina del padre, raggiunge la città per fermare Maltazard. Anche Archibald e Darkos, diventato grande grazie ad un'altra pozione, decidono di andare in città per combattere.
Inizialmente Darkos sembra tornare malvagio, quando Maltazard gli dice di non averlo mai abbandonato e che da adesso comanderà lui l'esercito. Ma dopo un ennesimo tradimento del padre, libera Arthur, fatto prigioniero poco prima, e lo aiuta sconfiggendo alcuni soldati.
Dopo una dura battaglia tra Arthur e Maltazard, Selenia e Betameche riescono, cavalcando un'ape, a iniettare una pozione rimpicciolente all'imperatore, che così torna minuscolo. Senza un capo che li guidi, l'esercito viene così sconfitto (grazie anche all'intervento dei militari). Maltazard è così sconfitto e la pace torna a regnare tra i due mondi, mentre la città viene lentamente ricostruita.
Nella scena finale del film, Arthur e la sua famiglia festeggiano la vittoria ottenuta. Mentre questo accade, Daisy porta una fetta di torta di cioccolato a Maltazard, tenuto prigioniero dentro un piccolo vaso, dato che lui l'aveva convinta a portargliela ogni domenica nel suo palazzo, che avrebbe costruito se avesse vinto (anche se gliela lascia fuori dal vaso rendendogli impossibile poterla mangiare). Infine, come si vede dai titoli di coda, Darkos è diventato un cantante rock assieme alla sua band composta dall'ex-esercito di Maltazard e si apprestano, rispettivamente, a cantare e a suonare una cover della canzone Rebel Rebel di David Bowie.

## Distribuzione
Il film è stato distribuito nelle sale cinematografiche italiane il 23 dicembre 2011.